# Stanislav Kossior
Stanislav Vikentyevich Kosior (Węgrów, 6 de novembro jul./ 18 de novembro de 1889 greg – Moscovo, 26 de fevereiro de 1939) foi um político soviético, Secretário-geral do Partido Comunista na Ucrânia durante a política de extermínio do povo ucraniano através da fome entre 1931 e 1933, denominada Holodomor.

## Biografia
Stanisław Kosior nasceu em 1889 em Węgrów, no governadorado de Siedlce do Império Russo, na região de Podlachia, em uma família polonesa de humildes operários de fábrica. Por causa da pobreza, ele emigrou para Yuzovka (atual Donetsk), onde trabalhou em uma siderúrgica. Em 1907 ele se juntou ao Partido Trabalhista Social-Democrata Russo e rapidamente se tornou o chefe da filial local do partido. Ele foi preso e demitido do emprego na festa no final daquele ano, e no ano seguinte sentiu-se obrigado a deixar a área devido à atividade policial. Ele usou conexões para ser renomeado na fábrica Sulin em 1909, mas logo foi preso novamente e deportado para a mina Pavlovsk.  Em 1913 ele foi transferido para Moscou e depois para Kiev e Kharkiv, onde organizou células comunistas locais. Em 1915, ele foi preso pela Okhrana (a polícia secreta russa) e exilado na Sibéria.
Após a Revolução de fevereiro, Kosior mudou-se para Petrogrado, onde chefiou o ramo local dos bolcheviques e o comitê municipal de Narva. Após a Revolução de Outubro, Kosior mudou-se para as áreas de Ober-Ost e Ucrânia controladas pelos alemães, onde trabalhou pela causa bolchevique. Após o Tratado de Brest-Litovsk, ele voltou para a Rússia, onde em 1920 tornou-se Secretário do PCUS. Em 1922, ele se tornou o chefe da seção siberiana do PCUS. De 1925 a 1928 foi Secretário do Comitê Central do PCUS.
Desde 1919, Kosior foi por algum tempo membro do Politburo da Ucrânia. Em 1928, ele se tornou secretário-geral do Partido Comunista SSR da Ucrânia. Entre suas tarefas estava a coletivização da agricultura na Ucrânia.
Em 1930, Kosior foi admitido no Politburo do PCUS. Em 1935 foi condecorado com a Ordem de Lênin "por notável sucesso no campo da agricultura". Em janeiro de 1938, ele também se tornou chefe do Escritório de Controle Soviético e vice-primeiro-ministro da URSS. Este foi o auge de seu sucesso político.
Em 3 de maio de 1938, durante o Grande Expurgo, Kosior foi destituído de todos os cargos do Partido e preso pelo NKVD. Stanislav Kosior resistiu a torturas brutais [nas mãos do NKVD], mas cedeu quando sua filha de dezesseis anos foi trazida para a sala e estuprada na frente dele".

Após a morte de Stalin, Kosior foi reabilitado pelo governo soviético em 14 de março de 1956. Em 13 de janeiro de 2010, Kosior foi condenado pelo Tribunal de Apelações da Ucrânia como um criminoso político por organizar fome em massa na Ucrânia em 1932–1933; o tribunal anulou o processo penal devido à sua morte.